# Medalla del 75.º Aniversario de la Victoria en la Gran Guerra Patria de 1941-1945
La Medalla del 75.º Aniversario de la Victoria en la Gran Guerra Patriótica 1941-1945 (en ruso: Юбилейная медаль «75 лет Победы в Великой Отечественной войне 1941–1945 гг.») es una medalla conmemorativa estatal de la Federación de Rusia. Fue establecida el 13 de junio de 2019 por el Decreto Presidencial n.º 277 para conmemorar el septuagésimo quinto aniversario de la victoria soviética sobre la Alemania nazi en la Segunda Guerra Mundial. 

## Requisitos para la concesión de la medalla
La medalla, de acuerdo con el Decreto Presidencial n.º 277, se concede a: 
- Soldados y empleados civiles de las Fuerzas Armadas de la Unión Soviética que participaron en las hostilidades de la Gran Guerra Patria de 1941-1945; guerrilleros y miembros de organizaciones clandestinas que operaron en los territorios ocupados de la URSS, personas que recibieron la Medalla de la Victoria sobre Alemania o la Medalla de la victoria sobre Japón, o bien un certificado de su participación en la Gran Guerra Patria;
- Personas galardonadas por su trabajo desinteresado con la Medalla por el trabajo valiente en la Gran Guerra Patria 1941-1945, la Medalla de los Trabajadores Distinguidos, la Medalla de la Distinción Laboral o cualquiera de las medallas de «Defensa» de diversas ciudades o regiones de la URSS (Leningrado, Moscú, Odesa, Sebastopol, Stalingrado, Kiev, el Cáucaso o el Ártico soviético), o bien con un certificado equivalente;
- Personas que trabajaron en el período comprendido entre el 22 de junio de 1941 y el 9 de mayo de 1945 durante no menos de seis meses, excluido el período de trabajo en los territorios ocupados temporalmente por el enemigo;
- Personas que siendo menores de edad hubieran sido presas en campos de concentración, guetos y otros lugares de detención establecidos por los nazis y sus aliados;
- Ciudadanos extranjeros de fuera de la Comunidad de Estados Independientes que lucharon en las fuerzas militares nacionales en la URSS, como parte de unidades guerrilleras, grupos clandestinos y otros grupos antifascistas que han hecho una contribución significativa a la victoria en la Guerra Patria y que recibieron galardones estatales de la URSS o de la Federación de Rusia.[1]

La medalla se lleva en el lado izquierdo del pecho y, en presencia de otras órdenes y medallas de la Federación de Rusia, se coloca inmediatamente después de la Medalla Conmemorativa del 70.º Aniversario de la Victoria en la Gran Guerra Patria de 1941-1945.

## Descripción de la medalla
La Medalla del 75.º Aniversario de la Victoria en la Gran Guerra Patria de 1941-1945 es una medalla circular plateada con un diámetro de 32 mm, con un borde elevado por ambos lados. 
Su anverso tiene la imagen de un soldado soviético con uniforme de campaña que escribe la palabra «¡Victoria!» («Победа!») en el edificio del Reichstag. Debajo de la inscripción están los años 1945 y 2020. En el reverso, la inscripción en relieve en siete líneas «75 años de la Victoria en la Gran Guerra Patria 1941-1945» («75 лет Победы в Великой Отечественной войне 1941–1945»). La inscripción inferior está enmarcada por dos ramas de laurel, entre las cuales hay una imagen de una estrella de cinco puntas.
La medalla está conectada con un ojal y un anillo a un bloque pentagonal cubierto con una cinta de muaré de seda gris con dos franjas azules longitudinales a lo largo de los bordes. Ancho de la banda - 24 mm. En el medio de la cinta hay cinco franjas alternas de color negro y naranja. Todas las tiras tienen 1,0 mm de ancho. La cinta de la medalla combina los colores de las cintas de la Medalla al Valor y la Orden de la Gloria. 

## Galardonados
Aquí se muestra una lista no exhaustiva de galardonados con esta medalla:
- Vladímir Dolguij
- Manolis Glezos[2]
- Kim Jong-un[3][4]
- las guerrilleras norcoreanas Ri Yong-suk y Pak Kyong-suk.[5]